# مبادرة الكومنولث لحقوق الإنسان
مبادرة الكومنولث لحقوق الإنسان (CHRI)، منظمة دولية غير حكومية، مستقلة، وغير منحازة وغير ربحية، تعمل من أجل الإعمال الفعلي لحقوق الإنسان في دول الكومنولث.
تتمثل أهداف مبادرة الكومنولث لحقوق الإنسان في تعزيز الوعي والالتزام بإعلان هراري للكومنولث، والإعلان العالمي لحقوق الإنسان، وغيرها من صكوك حقوق الإنسان المعترف بها دوليًا، ومناصرة المؤسسات المحلية التي تدعم حقوق الإنسان في الدول الأعضاء في الكومنولث.
تتخصص المنظمة في قضايا الشفافية والمساءلة، مع التركيز على إتاحة العدالة والوصول إلى المعلومات. تعمل المنظمة بشكل رئيسي في منطقة جنوب آسيا وشرق إفريقيا وغانا. تراقب بشكل دوري التقدم والتراجع في الحقوق المدنية والسياسية في 52 دولة من دول الكومنولث، بمساعدة البحوث وورش العمل والتعاون مع شبكات المجتمع المدني الأخرى. تضمنت هذه المنظمة غير الحكومية في عام 2017 أكثر من 50 موظفًا ومتدربًا، يعملون في نيودلهي ولندن وأكرا.

## مجالات الأنشطة
تتكون مبادرة الكومنولث لحقوق الإنسان بشكل أساسي من ثلاثة برامج: برنامج الوصول إلى المعلومات، وبرنامج الوصول إلى العدالة (إصلاح الشرطة وإصلاح السجون) ووحدة المناصرة والبرمجة الدولية.

### الوصول إلى المعلومات
يعمل برنامج الوصول إلى المعلومات على حماية الحق في الحصول المعلومات في دول الكومنولث. ينظم الفريق ورش عمل ودورات تدريبية لموظفي الحكومة وأعضاء منظمات المجتمع المدني بهدف تطوير مهاراتهم وبناء قدراتهم. كما يستضيف البرنامج حملات توعية عامة لزيادة الوعي بأهمية الحق في الحصول على المعلومات.
يعمل فريق الوصول إلى المعلومات دوليًا مع شركاء محليين للضغط من أجل تشريعات حق الحصول على المعلومات في دول الكومنولث التي تفتقر إلى هذه الحقوق. يقدم الفريق المساعدة التقنية للبلدان التي تصيغ مشاريع قوانين حرية المعلومات. يشتهر برنامج الوصول إلى المعلومات بالمشاركة الفعالة في تمرير قانون الحق الجديد في الحصول على المعلومات وإنفاذه.

### الوصول إلى العدالة
يعمل برنامج الوصول إلى العدالة التابع لمبادرة الكومنولث لحقوق الإنسان، على تطوير المساءلة والشفافية في أنظمة الكومنولث القضائية. ينقسم البرنامج إلى فرعين: إصلاح الشرطة وإصلاح السجون.
تهدف مبادرة الكومنولث لحقوق الإنسان في برنامج إصلاح الشرطة، إلى زيادة الطلب على إصلاح جهاز الشرطة القائم على أساس الحقوق وتعزيز مساءلة الشرطة. يقوم الفريق بذلك من خلال البحث، وتحليل السياسات، ومراقبة المساءلة، وحملات التثقيف العام، وشبكات المجتمع المدني.
يركز البرنامج على إحداث تغييرات هيكلية طويلة الأمد لأنظمة الشرطة والمساءلة، وذلك من أجل تحسين المساءلة والشفافية والأداء. تعمل المنظمة على ضمان توافق قوانين الشرطة مع معايير حقوق الإنسان المعترف بها دوليًا وأفضل الممارسات الدولية.
ما يزال حوالي 67% من السجناء رهن الحبس الاحتياطي في الهند. يُنسى هؤلاء السجناء غالبًا في سجون مكتظة لسنوات. يسعى برنامج إصلاح السجون لحل هذا النوع من المشاكل، إلى زيادة شفافية السجون وتسهيل حصول السجناء على المساعدة القانونية. يهدف الفريق أيضًا إلى إصلاح إدارة السجون، ومراقبة ظروف السجون في دول الكومنولث، وتشجيع تعاون أفضل بين فروع النظام القضائي المختلفة.

### وحدة المناصرة والبرمجة الدولية
تأسست وحدة المناصرة والبرمجة الدولية في نوفمبر 2017 من خلال إعادة تسميتها بعد أن كانت برنامج المبادرات الاستراتيجية السابق، والذي توسع ليشمل ممثلين من مكاتب مبادرة الكومنولث لحقوق الإنسان في لندن وأكرا.
تعمل وحدة المناصرة والبرمجة الدولية من خلال العديد من التدخلات الاستراتيجية التي تؤثر إيجابًا على حقوق الإنسان في دول الكومنولث. تعمل وحدة المناصرة والبرمجة الدولية مع مؤسسات الكومنولث الرسمية بهدف تحميل الكومنولث المسؤولية عن التزاماتها في مجال حقوق الإنسان. تعمل أيضًا مع مجلس حقوق الإنسان التابع للأمم المتحدة، وتؤثر في الدور الذي يلعبه الكومنولث في هذه الهيئة العالمية الرائدة لحقوق الإنسان.
تحاول وحدة المناصرة والبرمجة الدولية تقوية المؤسسات الوطنية لحقوق الإنسان في الكومنولث وتشجع الشراكات بين هذه المؤسسات وجماعات حقوق الإنسان.